# Sinuzită
Sinuzita este o inflamare a sinusurilor paranazale, care poate sau nu poate fi rezultatul unei infecții, de la probleme bacteriale, virale, alergice, imunitare sau ale unor ciuperci. Noi clasificări ale sinuzitei se referă la rinosinuzită, o inflamare a sinusurilor, dar și a nasului (rinită).
Sunt câteva perechi de sinusuri paranazale, incluzându-le pe cele frontale, maxilare, cele ale oaselor tâmplelor, precum și cele ale oaselor ce susțin globul ocular. Sinuzita poate fi clasificată după locul în care aceasta acționează:
- Sinuzită maxilară - poate provoca dureri sau presiune in zona maxilarului (obraz); durere de dinți, migrene
- Sinuzită frontală - poate provoca dureri sau presiune in zona frontală a sinusurilor (localizată după/deasupra ochilor), migrene
- Sinuzită etmoidală - poate provoca dureri între/după zona ochilor, migrene
- Sinuzită sfenoidală - poate provoca durere sau presiune după ochi, dar alteori se manifestă prin senzațiile de amețeală

Recente studii ale sinuzitei indică faptul că aceasta apare ca o mare varietate de boli care afectează tractul respirator și e deseori legată de astm. Toate formele de sinuzită pot fi un rezultat sau o parte dintr-o inflamare a căii respiratorii, de aceea alte simptome ale acesteia (spre exemplu, tusea) pot fi asociate cu sinuzita.

## Evoluție
Sinuzita poate fi acută (care durează mai puțin de 4 săptămâni), sub-acută (4-12 săptămâni) sau cronică (care durează 12 săptămâni sau mai mult).
Sinuzita acută
Sinuzita acută se manifestă ca o infecție a tractului respirator superior, în general de origine virală. Suprafețele țesuturilor distruse din punct de vedere viral sunt, după aceea, accentuate de bacterii, cel mai des acestea fiind Haemophilus influenzae, Streptococcus pneumoniae, Moraxella catarrhalis precum și Staphylococcus aureus. Alți patogeni de tip bacterial includ specii streptococe, bacterii anaerobice și, mai rar, bacterii negative din perspectiva reținerii unor anumite substanțe (ce au rol important în indicatorii pH-ului). O altă posibilă cauză a sinuzitei pot fi problemele stomatologice care afectează sinusul maxilarului. Episoadele acute ale sinuzitei pot proveni, de asemenea, din infecții ale ciupercilor. Aceste infecții sunt cel mai des prezente la pacienții ce suferă de diabet sau alte deficiențe ale sistemului imunitar (cum ar fi virusul HIV) si pot amenința viața bolnavului.
Sinuzita cronică
Sinuzita cronică reprezintă o multitudine de boli care au în comun inflamarea cronică a sinusurilor. Cauzele sunt in număr mare, și pot include alergii, factori ai mediului înconjurător (praful, poluarea), infecții ale bacteriilor sau ciuperci (alergice, infecțioase sau reactive). Cauzele non-alergice cum ar fi rinita vasomotoare poate, de asemenea, cauza probleme cronice ale sinusurilor.
Simptomele includ: blocajele nazale, durere facială, febră, durere de dinți, mucozitați de culoare verde sau galbenă, dense, precum și senzația de "plin" atunci când bolnavul se apleacă.
Foarte rar, sinuzita cronică poate conduce la inabilitatea de a detecta mirosuri.
În puține cazuri însă, sinuzita cronică maxilară poate fi provocată de extinderea bacteriei de la o infecție dentară.
Un studiu in ceea ce privește sinuzita cronică este cel al ciupercii. Ciuperca se găsește in cavitățile nazale și in sinusurile pacienților ce suferă de sinuzită, dar poate fi găsită de asemenea și la pacienții sănătoși. Rămâne insă neclar dacă ciuperca este o cauză a sinuzitei cronice.

## Durerea sinusurilor vs. migrena
Migrena/durerea facială (caracterizate din punctul de vedere al sinuzitei ca fiind dureroase, constante și care afectează toată zona frontală sau zona sinusurilor) este unul din simptomele sinuzitei acute sau cronice. Această durere este, de obicei, localizată in zona sinusurilor și este înrăutățită când persoana respectivă se apleacă. În timpul sinuzitei acute nasul secretă mucozități purulente (de obicei de culoare verde și, cu sau fară sânge) și de asemenea, sunt prezente migrenele precum și durerile dentare.

## Studii recente despre sinuzită și migrene
Migrena este un simptom obișnuit al sinuzitei, iar durerea sinusurilor poate fi un diagnostic greșit al migrenei. Sinuzita acută poate provoca presiune asupra cavității sinusurilor, dar aceasta este asociată de obicei cu durere, la palparea zonei sinusurilor și mucozități nazale purulente și verzi. Studii recente au confirmat faptul că durerile sinusurilor sunt migrene. Aceste confuzii apar deoarece migrena implică activarea anumitor nervi care acționează asupra zonei sinusurilor, dar și meningelor. 

## Cauze
Cauzele ce pot duce la sinuzită sunt: alergiile, problemele structurale cum ar fi deviațiile de sept, fumatul, polipii nazali.

## Diagnostic
Sinuzita acută
Sinuzita obișnuită este depistată pe cale clinică.
Din punct de vedere clinic, sinuzita bacterial-acută și viral-acută este dificil de depistat, deoarece cea virală durează mai puțin de 7 zile, pe când cea bacterială mai mult de o săptămână (de obicei 40%-50% dintre cazuri reprezintă sinuzita bacterială).
Sinuzita cronică
Pentru depistarea sinuzitei cronice (care durează mai mult de 12 săptămâni) pot fi folosite drept diagnostice tomografiile, precum și prelevarea unor țesuturi (biopsia).
- La sinuzita cronică bacterială, tomografiile sunt folosite pentru a depista stadiul acesteia, precum și suprafața pe care s-a extins boala
- Sinuzita alergică este prezentă la persoanele care suferă de astm și polipi. Mai multe biopsii sunt folositoare pentru confirmarea sau infirmarea bolii.

## Tratamente
Sinuzita acută
Sunt foarte multe medicamente care pot duce la descoperirea unor simptome asociate sinuzitei, cum ar fi migrenele, presiunile, oboseala excesivă și durerea. De obicei, acestea au rolul de a ușura durerea. Consultația oferită de doctor va conduce la o prescripție pentru antibiotice, precum și o recomandare pentru restul durerilor.
De asemenea, pot fi folosite și metodele tradiționale, cum ar fi folosirea unui instrument numit "neti pot", ce curăță sinusurile folosind apă caldă cu sare. Totodată este recomandată consumarea ceaiului, supei de pui, precum și cea a sprayurilor nazale. Analgezicele (cum ar fi paracetamolul, aspirina, ibuprofenul) pot fi folosite, dar nu în exces, deoarece pot conduce la afectarea căii respiratorii.
Dacă starea pacientului suferind de sinuzită nu se îmbunătățește în următoarele 48 de ore, un doctor poate prescrie antibiotice (amoxicilină, augmentin), acestea fiind cele mai recomandate.

### Tratamente tradiționale
Irigarea nasului accentuează sănătatea sinusurilor, iar pacienții cu sinuzită cronică, suferinzi de simptome cum ar fi durerea facială, migrena sau tusea pot folosi acest tratament.